# 진짜 진짜 미안해
《진짜 진짜 미안해》는 1976년에 개봉한 대한민국의 영화이다.

## 캐스팅
- 임예진
- 이덕화
- 김복순
- 이경재
- 고와라
- 박희숙
- 조태윤
- 최창열
- 정태선
- 노영규
- 민경출
- 서동근
- 홍성중
- 한태일
- 차의선
- 김두식
- 김지영
- 추봉
- 문오장
- 이자영
- 김응수
- 고정란